# Constança (distrito)

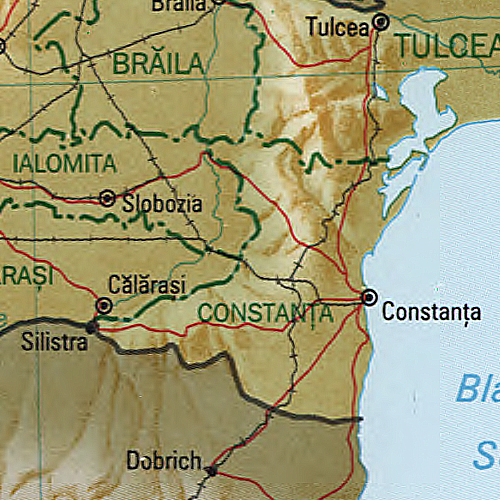
Mapa de Constanța.

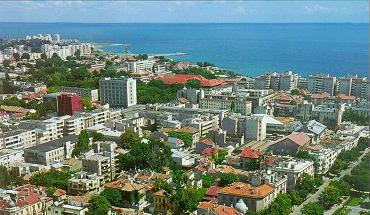
Cidade de Constanța, capital do distrito.

Constança (em romeno: Constanța) é um județ (distrito) da Romênia, na região da Dobruja (Dobrogea), na costa do Mar Negro. Sua capital é a cidade de Constança.

## Demografia
Em 2002, Constança possuía uma população de 715 151 habitantes e uma densidade demográfica de 101 hab./km². O grau de urbanização no distrito é muito maior (cerca de 75%) que a média romena.

### Evolução da população
| \| ano \| população[1] \| \| ---- \| ------------ \| \| 1930 \| 261 028 \| \| 1948 \| 311 062 \| \| 1956 \| 369 940 \| \| 1966 \| 465 752 \| \| 1977 \| 608 817 \| \| 1992 \| 748 769 \| \| 1996 \| 747 122 \| \| 2000 \| 746 988 \| \| 2002 \| 715 151 \| |           |
| ano | população |
| 1930 | 261 028   |
| 1948 | 311 062   |
| 1956 | 369 940   |
| 1966 | 465 752   |
| 1977 | 608 817   |
| 1992 | 748 769   |
| 1996 | 747 122   |
| 2000 | 746 988   |
| 2002 | 715 151   |

### Grupos étnicos
A maioria da população é romena. Existem importantes comunidades de turcos e tártaros, remanescentes da época do Império Otomano. Atualmente, a região é o centro da minoria muçulmana na Romênia. Um grande número de aromunes tem imigrado para Dobruja no último século e eles se consideram mais uma minoria cultural do que uma minoria étnica. Existem também os ciganos.
| Grupos étnicos | 1880         | 2002          |
| -------------- | ------------ | ------------- |
| todos          | 64 902       | 715 151       |
| romenos        | 14 884 (23%) | 652 777 (91%) |
| Turcos         | 14 947 (23%) | 24 246 (3,4%) |
| tártaros       | 22 854 (35%) | 23 230 (3,2%) |
| búlgaros       | 7 919 (12%)  | 74 (0,01%)    |
| gregos         | 2 607 (4%)   | 590 (0,08%)   |
| ciganos        | <100 (<0.1%) | 6 023 (0,84%) |

## Geografia
O distrito possui área total de 7 071 km².

### Limites
- Mar Negro a leste;
- Călăraşi e Ialomiţa a oeste;
- Tulcea e Brăila a norte;
- Bulgária (Dobrich e Silistra) ao sul.

## Economia
As indústrias predominantes no distrito são:
- indústria química e petroquímica;
- indústria alimentícia e de bebidas;
- indústria têxtil;
- indústria naval;
- indústria de material de construção;
- indústria de componentes mecânicos;
- indústria de papel.

A agricultura é um importante setor da economia do distrito, sendo Constança o distrito com o maior sistema de irrigação do país (mais de 4 300 km² antes de 1989, atualmente bastante reduzido), e os cereais os produtos mais importantes. O distrito é famoso pelos vinhos da região de Murfatlar.
Em Cernavodă há uma central de energia nuclear com dois reatores — Candu (canadense). A central cobre mais de 15% da demanda de energia do país.
O porto de Constança é o maior da Romênia e um dos mais importantes do Mar Negro. Ele está ligado com o rio Danúbio pelo Canal Danúbio-Mar Negro — o mais largo e profundo canal navegável da Europa, embora não utilizado em seu total potencial.

## Turismo

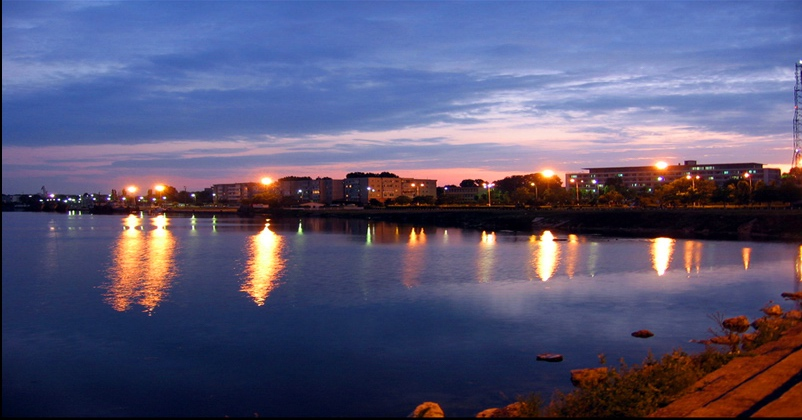
Porto de Mangalia.

O litoral do Mar Negro é o destino preferido no verão da Romênia. Os resorts são:
- Năvodari
- Mamaia
- Eforie (norte e sul)
- Costineşti
- Olimp
- Neptun
- Jupiter
- Cap Aurora
- Venus
- Saturn
- Mangalia
- 2 Mai
- Vama Veche

Também vale a pena visitar:
- a cidade de Constança;
- o mausoléu de Adamclisi;
- a área de Portiţa.

## Política
O atual presidente da Assembleia do distrito de Constança é Nicuşor Constantinescu (Partido Social Democrático).
A Assembleia do distrito de Constanţa, escolhida nas eleições locais de 2008, é constituída de 36 membros, com a seguinte composição partidária:
- Partido Social-Democrata: 20
- Partido Democrata Liberal: 9
- Partido Nacional Liberal: 7

## Divisão administrativa
O distrito possui três municípios, nove cidades e 58 comunas (2005).

### Municípios
- Constança
- Mangalia
- Medgidia

### Cidades
- Cernavodă
- Eforie
- Hârșova
- Murfatlar
- Năvodari
- Negru Vodă
- Ovidiu
- Techirghiol

### Comunas
- 23 August
- Adamclisi
- Agigea
- Albești
- Aliman
- Amzacea
- Băneasa
- Bărăganu
- Castelu
- Cerchezu
- Chirnogeni
- Ciobanu
- Ciocârlia
- Cobadin
- Cogealac
- Comana
- Corbu
- Costinești
- Crucea
- Cumpăna
- Cuza Vodă
- Deleni
- Dobromir
- Dumbrăveni
- Fântânele
- Gârliciu
- Ghindărești
- Grădina
- Horia
- Independența
- Ion Corvin
- Istria
- Limanu
- Lipnița
- Lumina
- Mereni
- Mihai Viteazu
- Mihail Kogălniceanu
- Mircea Vodă
- Nicolae Bălcescu
- Oltina
- Ostrov
- Pantelimon
- Pecineaga
- Peștera
- Poarta Albă
- Rasova
- Saligny
- Saraiu
- Săcele
- Seimeni
- Siliștea
- Târgușor
- Topalu
- Topraisar
- Tortoman
- Tuzla
- Valu lui Traian
- Vulturu